# Club Cultural y Deportivo Bracamoros
El Club Cultural Y Deportivo Bracamoros es un club peruano de la ciudad de Jaén, nororiente del Perú. Fue fundado el 8 de diciembre de 1956, donde actualmente participa de diferentes actividades culturales y deportivas en beneficio de la población Jaena, rescatando valores y talentos de la localidad, su equipo de fútbol participa en la actualidad en la Copa Perú y se proyecta con contar un equipo de futbol femenino para el año 2024.

## Historia del club
En 1956 Jaén contaba con 135  años desde su independencia, su población era de procedencias diversas: chotanos, cutervinos, motupanos, piuranos, huancabambinos, chiclayanos,ayabaquinos, etc. que llegaron en busca de nuevos horizontes y se quedaron, para sentar raíces contribuyendo a una nueva identidad cultural. La realidad social de aquellos tiempos, comprometía organizar una asociación para fomentar actividades culturales deportivas y es así como nace la iniciativa de formar a lo que es esta institución.
La historia de Jaén, lo puso a don Maximiliano Anacleto (fundador) en este rol, quien llegó desde Motupe invitado por un familiar y se quedó, uno de los primeros frutos de su entusiasmo juvenil como profesor fue la creación del «Centro Cultural Deportivo Bracamoros». Se reunieron el 11 de noviembre de 1956, en lo que antes era su local, aperturándose la sesión, pero en esas circunstancias pasaron cuatro amigos a quienes los invitaron a participar y aceptaron, con los que ya sumaron 23 socios, que fueron los que fundaron a este Club.
En 1967 fue campeón departamental de Cajamarca y participó de la Etapa Regional de la Copa Perú 1968 donde tomó parte de la Región Norte A que tuvo como clasificado a Sport Chorrillos de Talara.
Llegó hasta la semifinal departamental en 2018 donde enfrentó a Las Palmas que lo eliminó y se quedó con el pase a la Etapa Nacional.
En 2025 clasificó como subcampeón provincial a la Etapa Departamental de Cajamarca. Fue eliminado en primera fase por Las Palmas. 

## Uniforme
- Uniforme titular: Camiseta blanco, pantalón blanco, medias blanco.
- Uniforme alternativo 1: Camiseta azul, pantalón azul, medias blanco.
- Uniforme alternativo 3: Camiseta rojo, pantalón rojo, medias rojo.

## Estadio
El Estadio Víctor Montoya Segura de Jaén tiene capacidad para 10.000 espectadores aproximadamente y su propietario es la Municipalidad Provincial de Jaén.

## Sede
El CCD Bracamoros desde sus inicios ha contado con local propio, posicionándose como uno de los clubes que cuenta con recinto para sus reuniones y actividades, con dirección en la calle Pardo y Miguel 321 de la ciudad de Jaén, reuniéndose socios, jugadores y entre otros por el bien de la cultura y el deporte de Jaén.

## Rivalidades
Su tradicional e histórico rival en la ciudad de Jaén es la Asociación Deportiva Agropecuaria.

## Directiva actual
- Presdiente: Ing. Gabriel López risco
- Vicepresidente: Prof. Francisco Montoya
- Tesorera: Mística Rojas Mijahuanca
- Secretario:Juan Castillo
- Gerente Deportivo: Ing. Jarlen Idrogo Muñoz
- Vocal: Flor Fernández

## Entrenadores
- Manuel Zamudio Piedra (2010-2012)
- Jimmy Zamudio Saavedra (2017-2018)
- César Sánchez Aurich (2019)
- Manuel Zamudio Piedra (2020-2022)
- Jimmy Zamudio Saavedra (2022)
- Oswaldo Carrasco Diaz (2023-2024)
- Heiner Huamán (2024)
- Yan Carlos Martínez (2025)

## Palmarés

### Torneos regionales
| Competición regional                  | Títulos           | Subcampeonatos    |
| ------------------------------------- | ----------------- | ----------------- |
| Liga Departamental de Cajamarca (1/0) | 1967.             |                   |
| Liga Provincial de Jaén (1/3)         | 1967.             | 2018, 2019, 2025. |
| Liga Distrital de Jaén (3/1)          | 2017, 2018, 2019. | 2025.             |